# La Jungle des hommes
La Jungle des hommes (The Square Jungle) est un film américain réalisé par Jerry Hopper et sorti en 1955.

## Synopsis
Un petit commis travaillant dans une épicerie est contraint de gagner un prix d'argent pour libérer son père, qui se trouve dans une prison pour cause d'ivresse.

## Fiche technique
- Titre original : The Square Jungle
- Réalisateur : Jerry Hopper
- Scénario : George Zuckerman
- Producteur : Albert Zugsmith
- Photographie : George Robinson
- Musique : Heinz Roemheld
- Production et distribution : Universal Pictures
- Format : Noir et blanc — 35 mm — 1,85:1 — Son : Mono
- Genre : Film dramatique, Film noir
- Durée : 86 minutes
- Date de sortie : 30 décembre 1955

## Distribution
- Tony Curtis : Eddie Quaid / Packy Glennon
- Pat Crowley : Julie Walsh
- Ernest Borgnine : Bernie Browne
- Paul Kelly : Jim McBride
- Jim Backus : Pat Quaid
- Leigh Snowden : Lorraine Evans
- John Day : Al Gorski
- Joe Louis : Joe Louis
- David Janssen : Jack Lindsay
- Carmen McRae : le chanteur
- John Marley : Tommy Dillon, le référée
- Barney Phillips : Dan Selby
- Joe Vitale : Tony Adamson
- Kay Stewart : Mrs. Gorski